# San Juan del Valle, La Trinitaria
San Juan del Valle är en ort i Mexiko.   Den ligger i kommunen La Trinitaria och delstaten Chiapas, i den sydöstra delen av landet, 800 km öster om huvudstaden Mexico City. San Juan del Valle ligger 1 534 meter över havet och antalet invånare är 340.
Terrängen runt San Juan del Valle är platt norrut, men söderut är den kuperad. Runt San Juan del Valle är det ganska glesbefolkat, med 43 invånare per kvadratkilometer. Närmaste större samhälle är Las Margaritas, 16,1 km norr om San Juan del Valle. I omgivningarna runt San Juan del Valle växer huvudsakligen savannskog.